# Yves Mersch
Yves Mersch (nacido el 1 de octubre de 1949 en la Ciudad de Luxemburgo) es un jurista y abogado luxemburgués, gobernador del Banco Central de Luxemburgo desde la fundación de la entidad en 1998 hasta 2012, y miembro del Comité Ejecutivo del Banco Central Europeo de 2012 en adelante. 

## Biografía
En 1973 obtuvo su Licenciatura en Derecho de la Universidad de París 1 Panthéon-Sorbonne, en 1974 terminó sus estudios de doctorado en Derecho Internacional Público, así como la licenciatura en Ciencia Política de la Universidad de París 1 Panthéon-Sorbonne, y en 1975 obtuvo su título de postgrado en Ciencia Política de la Universidad de París 1 Panthéon-Sorbonne. Ha sido un miembro del Comité Ejecutivo del Banco Central Europeo, sucediendo a José Manuel González Páramo, desde diciembre de 2012. Ha sido considerada como un «halcón monetario» a la hora de aplicar la política sobre tipos de interés.
Dado que tanto los gobernadores de los Bancos Centrales Nacionales y los miembros del Comité Ejecutivo del Banco Central Europeo deben sentarse en su Consejo de Gobierno, Mersch ha sido miembro del mismo desde sus inicios.

## Declaraciones públicas
El 19 de marzo de 2008, Mersch, amonestó a los bancos por su inadecuada gestión del riesgo, pero tal vez más inusualmente respondió con intenciones bajistas en la aplicación de la política monetaria con respecto a la trayectoria futura de la economía europea.
A finales de junio de 2011, mientras hablaba en la reunión general anual del Banco de Pagos Internacionales en Basilea, Mersch dijo, «es un caos», cuando se le preguntó qué pasaría si Grecia fuera a impagar su deuda. Ha sido descrito como «un miembro clave» del Consejo de Gobierno del BCE en el informe.
Mersch estudió derecho internacional en París, y es miembro del colegio de abogados de Luxemburgo. Está casado y tiene dos hijos.

## Logros
- Elegido copresidente de la Junta de Estabilidad Financiera del Grupo Consultivo Regional para Europa (2011-12)[1]
- Presidente de la Fundación de la Banque centrale du Luxembourg (fundación del BCL), que promueve la investigación y la educación superior en el BCL los campos de la actividad (2011-12)[1]
- Vicepresidente del Consejo de gobierno de la Corporación Internacional de la Gestión de la Liquidez Islámica (IILM) (2010-12)[1]
- Miembro de la Junta de la Fundación de la Escuela de Finanzas de Luxemburgo (FLSF) (2006-12)[1]
- Presidente de la asociación sin fines de lucro, The Bridge Forum Dialogue .s.b.l, fundada en el año 2000 con la participación de las instituciones de la Unión Europea y organismos establecidos en Luxemburgo (2000-12)[1]
- Gobernador suplente por Luxemburgo en el Consejo de Gobernadores del Fondo Monetario Internacional (FMI) (1998-2012)[1]